# 難波江通泰
難波江 通泰（なばえ みちやす、1926年（大正15年）11月18日 - 2007年（平成19年）6月20日）は、日本の文学、歴史、哲学の学者。愛媛県出身。愛媛大学卒。小・中・高校の教諭を歴任。福岡県立戸畑高等学校、三重県伊勢市の皇學館高等学校、皇學館中学校（中高一貫6年制）教諭を経た後、国士舘大学武徳研究所助教授。専門は王陽明、支那文学（漢文）、支那哲学。
王陽明全集の中で非常に難解とされ、誰にも訳されることのなかった王陽明全集 第五巻「公移」を詳細な注釈つきで現代語訳（明徳出版社、1985年5月）。
墓所は伊勢市の小町塚にある。

## 作品一覧

### 主な刊行著作
- 『王陽明全集　第五巻「公移」』明徳出版社、1985年5月
巻十六~十八。陽明の最晩年、寧王宸濠の乱や思田の賊を治めた際の公用文一五〇篇。一刻を争う戦陣の中で、民生に心を砕き、進退を誤らなかった陽明の実践の中で示された知行合一の真骨頂。390頁・索引

### 単著
- 『陰陽五行の説と易の思想について』[要文献特定詳細情報]
- 『敵側の資料より見たる大東亜戦争の真相』[要文献特定詳細情報]
- 『アメリカが先に攻撃した-真珠湾攻撃一時間二十分前-』[要文献特定詳細情報]

### 共著
- ASEANセンター（編）『アジアに生きる大東亜戦争』展転社、1988年10月、

## 系譜
- 祖先-大三島大山祇神社、河野水軍、河野通有
- 従兄弟-真鍋嘉一郎（大正天皇、夏目漱石の主治医、医学博士）
- 母方の縁戚-秋山好古（大日本帝国陸軍人、日本騎兵の父）
- 姪孫-福田耕佑（ギリシャ文学者）

## 人物
趣味は尺八、謡曲、仕舞、剣道、柔道、弓道（日置流）だった。